# Hypoplectrodes annulatus
Hypoplectrodes annulatus, thường được gọi là cá mú dải đen, là một loài cá biển thuộc chi Hypoplectrodes trong họ Cá mú. Loài này được mô tả lần đầu tiên vào năm 1859.

## Phân bố và môi trường sống
H. annulatus có phạm vi phân bố giới hạn ở Tây Nam Thái Bình Dương. Đây là một loài đặc hữu của Đông Úc, được tìm thấy từ vịnh Shoalwater, bang Queensland, đến Wilsons Promontory, bang Victoria, ở độ sâu khoảng 100 m trở lại. Chúng thường sống trong các hang động và bên dưới các gờ đá.

## Mô tả
H. annulatus trưởng thành có kích thước lớn nhất là khoảng 30 cm. Cơ thể của cá trưởng thành có màu vàng nhạt với các dải màu đen dọc theo hai bên thân, và các dải đen chéo ở trên đầu (có một dải băng qua mắt). Các tia vây của nó đều có màu đỏ hồng. Loài này có thói quen lộn ngược cơ thể khi núp trong các hang động và bên dưới các gờ đá, nên hiếm khi chúng được các thợ lặn nhìn thấy. 
Số gai ở vây lưng: 10; Số tia vây mềm ở vây lưng: 19; Số gai ở vây hậu môn: 3; Số tia vây mềm ở vây hậu môn: 8; Số tia vây mềm ở vây ngực: 15 - 17; Số gai ở vây bụng: 1; Số tia vây mềm ở vây bụng: 5. 
Thức ăn của H. annulatus có lẽ là các loài động vật giáp xác. 